# Basic access authentication
Basic access authentication (v překladu jednoduché ověření přístupu) je v informatice označení pro jednoduchou autentizaci při přístupu na webové stránky. Webový server vyzve pomocí protokolu HTTP přistupujícího klienta (typicky webový prohlížeč), aby poslal v rámci požadavku na stránku také autentizační informace (tj. jméno a heslo).

## Popis
Jméno a heslo je zasláno jako jeden textový řetězec. Za jméno je připojena dvojtečka a za ni heslo. Výsledný řetězec je poté zakódován metodou Base64 a odeslán v rámci HTTP požadavku.
Přestože zakódování znesnadňuje čtení autentizačních informací člověkem, není jeho smyslem tyto informace kryptograficky zabezpečit. Dekódování je možné provést velmi rychle, například v Perlu:
```
use
 
MIME::Base64
;

$encoded
 
=
 
'QWxhZGRpbjpvcGVuIHNlc2FtZQ=='
;

$decoded
 
=
 
decode_base64
 
$encoded
;

print
 
"$decoded\n"
;
 
# Aladdin:open sesame

```

v Pythonu:
```
print
 
"QWxhZGRpbjpvcGVuIHNlc2FtZQ=="
.
decode
(
'base64'
)

```

nebo pomocí openssl:
```
$ 
echo
 
-n
 
"Aladdin:open sesame"
 
|
 
openssl
 
enc
 
-base64

QWxhZGRpbjpvcGVuIHNlc2FtZQ==

$ 
echo
 
"QWxhZGRpbjpvcGVuIHNlc2FtZQ=="
 
|
 
openssl
 
enc
 
-base64
 
-d

Aladdin:open sesame

```

Smyslem kódování je umožnit přenos jmen a hesel obsahujících znaky nepatřící do množiny povolených znaků pro HTTP. Původní návrh základního ověření přístupu byl popsán v RFC 1945 (HTTP/1.0) a jeho další analýza a rozšíření jsou popsána v RFC 2616 (HTTP/1.1) a RFC 2617 (HTTP Authentication: Basic and Digest Access Authentication).

### Výhody
Výhodou tohoto základní způsobu ověření přístupu je skutečnost, že je podporují všechny rozšířené webové prohlížeče (ty, které mají podíl alespoň 0,2%).

### Nevýhody
Metoda je sice snadná na implementaci, ale počítá s tím, že spojení mezi klientem a serverem je bezpečné. Jméno a heslo je přenášeno nešifrovaně, tedy je pro útočníka snadné je odposlechnout. Další nevýhodou je skutečnost, že metoda neumožňuje serveru, aby klientovi nařídil se odhlásit. Prohlížeč si přihlášení proto pamatuje až do okamžiku, kdy je vypnut.

## Příklad komunikace
Typicky probíhá komunikace následovně:
1) Klient požádá o stránku, která vyžaduje autentizaci, ale neposkytne jméno a heslo (uživatel například netuší, že bude požadováno, a zkrátka zadá prohlížeči adresu, nebo klikne na odkaz)
```
GET /private/index.html HTTP/1.0
Host: localhost
```

2) Server odpoví HTTP kódem 401 a zároveň poskytne informaci, k jaké oblasti přístupu se klient pokusil přistoupit
```
HTTP/1.0 401 Authorization Required
Server: HTTPd/1.0
Date: Sat, 27 Nov 2004 10:18:15 GMT
WWW-Authenticate: Basic realm="Secure Area"
Content-Type: text/html
Content-Length: 311

<HTML>
 <HEAD>
   <TITLE>Error</TITLE>
   <META HTTP-EQUIV="Content-Type" CONTENT="text/html; charset=ISO-8859-1">
 </HEAD>
   <BODY><H1>401 Unauthorised.</H1></BODY>
 </HTML>
```

3) Klient zobrazí informace o oblasti přístupu svému uživateli a zeptá se jej na jméno a heslo. Uživatel zadá jméno a heslo a prohlížeč znovu pošle svůj původní požadavek, nyní ovšem doplněn o autentizační údaje.
```
GET /private/index.html HTTP/1.0
Host: localhost
Authorization: Basic QWxhZGRpbjpvcGVuIHNlc2FtZQ==
```

4) Je-li jméno a heslo správně, pak server pošle požadovanou stránku.
```
HTTP/1.0 200 OK
Server: HTTPd/1.0
Date: Sat, 27 Nov 2004 10:19:07 GMT
Content-Type: text/html
Content-Length: 10476

...vlastní obsah stránky...
```